# Photodiodenzeile

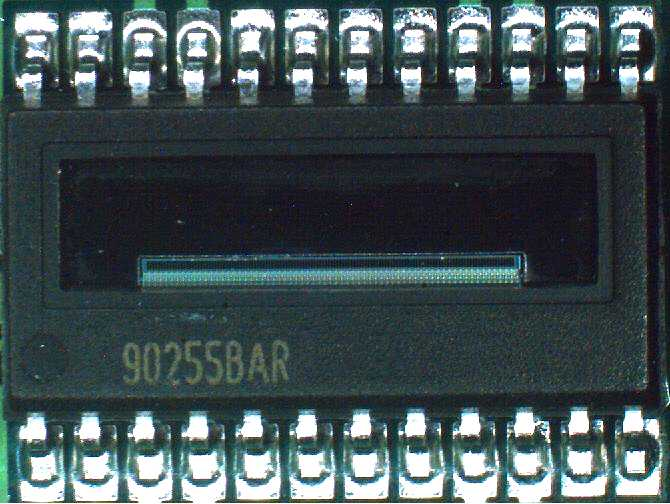
CMOS-Photodiodenarray der Firma Melexis N.V. in SMD-Bauform

Eine Photodiodenzeile (englisch photodiode array, kurz: PDA oder diode array bzw. linear array) ist ein Halbleiterbauelement, auf dem mehrere Photodioden in einer Reihe auf einem Chip zusammen mit Integrations- und Ausleseschaltung integriert sind. PDAs sind also spezialisierte CMOS-Sensoren, sie unterscheiden sich von diesen im Prinzip nur durch die nicht zwei-, sondern eindimensionale Anordnung der Bildpunkte/Photodioden.

## Design
Eine Photodiodenzeile besteht aus einer Gruppe linear (zeilenförmig) angeordneter Photodioden sowie Versorgungs- und Ausleseschaltung, die häufig mit dem CCD-Prinzip arbeitet. Das zum Einsatz kommende Halbleitermaterial dieser Dioden richtet sich nach der spektralen Empfindlichkeit für den geforderten Wellenlängenbereich.
- UV/VIS/NIR (200–1100 nm): Si (Silizium)
- NIR/IR (900–2500 nm): InGaAs (Indium-Gallium-Arsenid) oder PbS (Bleisulfid)

Die Daten werden in der Regel seriell ausgelesen, je nach Typ als analoges oder über einen internen Analog-Digital-Umsetzer digitalisiertes Signal. Die Anzahl der Einzeldioden auf dem Chip ist begrenzt. Moderne Bauelemente können 128, 256, 512 oder auch 1024 Einzelelemente haben.
Es werden auch Anordnungen mit mehreren Photodiodenzeilen nebeneinander gefertigt, z. B. zum gleichzeitigen Aufnehmen von Referenzdaten. Durch die begrenzte Anzahl der Einzelelemente ist die Auslesezeit sehr gering (weniger als eine Millisekunde), Maßnahmen zur Gewährleistung der Stabilität und Reproduzierbarkeit der analogen Messwerte sind aufwendig (‚Dummy‘- oder ‚Referenzdioden‘, Kühlung und Temperaturregelung) und wirken sich auf den Preis aus.

## Anwendung in Spektrometern
Die Photodioden-Arrays sind hier meist hinter einem Polychromator angeordnet und sind der ortsauflösende Strahlungsdetektor für das Spektrum.
Sie sind erhältlich für Ultraviolett, sichtbares Licht und nahes Infrarot. Zusammen mit dem dispersiven Element bildet sie ein simultan arbeitendes Spektrometer (englisch Optical Multichannel Analyzer, OMA, oder Multi Channel Spectrometer, MCS, genannt).
Spektrometer mit Diodenarray-Detektor sind preislich günstiger als klassische, scannende Spektrometer.
Vorteilhaft sind vor allem die sehr schnelle Erfassung eines weiten Bereiches des Lichtspektrums. Sie sind damit für Anwendungen geeignet, bei denen Veränderungen verfolgt werden müssen.
Nachteilig ist die Begrenzung der optischen Auflösung durch die minimalen Abmessungen der Einzeldioden. Die Auflösung ist in der Regel schlechter als bei „klassischen“ Spektrometern.

## Einsatzgebiete
- Diodenarray-Spektrometer
- Handmessgeräte für Farbe, Feuchte, Schichtdicke etc.
- Analysentechnik im Labor, z. B. als Detektor in der Flüssigkeits-Chromatografie oder HPLC
- Winkelsensorik
  - Drehwinkel- und Drehmomentsensor in elektrischen Servolenkungen
  - Optoelektronische Winkellagegeber, Inkrementalgeber und Absolutwertgeber
- Entfernungsmessung: Geräte zur optischen Abstandsmessung (Triangulation)

- Barcodelesegeräte